# جيفرسون (مقاطعة جيفرسون)
جيفرسون، مقاطعة جيفرسون (بالإنجليزية: Jefferson, Jefferson County, Wisconsin)‏ هي بلدة تقع بولاية ويسكونسن في الولايات المتحدة. تبلغ مساحتها 111.3 (كم²)، وترتفع عن سطح البحر 249 م، بلغ عدد سكانها 2178 نسمة في عام 2010 حسب إحصاء مكتب تعداد الولايات المتحدة .

## وصلات خارجية
- www.townofjefferson.com
- The US50 - Cities and Towns in Wisconsin State
- Wisconsin Cities and Towns, Facts, Map, Flag, Colleges, Government, and More